# James Cameron
James Francis Cameron (Kapuskasing, Ontario, 1954. augusztus 16. –) háromszoros Oscar-díjas kanadai rendező, forgatókönyvíró, vágó és producer. Az 1980-as évektől forgat egész estés játékfilmeket. Az Arnold Schwarzenegger főszereplésével készült Terminátor (1984) című futurisztikus akciófilmje tette világhírűvé. Alkotásai világszerte igen sikeresek voltak. Pályafutása csúcspontját a Titanic (1997) című produkcióval érte el, amely 11 Oscar-díjban részesült.
Ő alapította a Lightstorm Entertainment, Digital Domain és az Earthship Productions produkciós cégeket.

## Életrajz
James Cameron édesapja, Phillip Cameron, villamosmérnök volt, édesanyja, Shirley művészi hajlamokkal megáldott ápolónő. James az Ontario állambeli Chippawában nevelkedett. Fivére, Mike később kaszkadőr lett, testvére filmjeiben is szerepelt. A család 1971-ben a kaliforniai Brea városába költözött. James fizikát tanult a Call State-Fullerton egyetemen. A filmek iránti rajongása miatt minden alkalmat megragadott, hogy az University of California, Los Angeles filmarchívumát látogassa. A diploma megszerzése után teherautósofőrként kezdett dolgozni. 1977-ben látta George Lucas világsikerű filmjét, a Csillagok háborúját, és az élménytől fellelkesülve elhatározta, hogy a filmszakmában keres munkát magának.
Forgatókönyvíróként kezdte, majd művészeti rendezőként (ezalatt főleg makettkészítést kell érteni) foglalkoztatták olyan filmekben, mint a Csata a csillagokon túl (1980) és a Menekülés New Yorkból (1981). Roger Corman mellett tanulta a szakmát: a producer olcsó filmjeiről volt nevezetes, és arról, hogy nem fizeti túl jól az alkalmazottait, viszont vele dolgozni felér egy filmfőiskola elvégzésével. Cameron Corman ajánlására kapta első rendezői megbízását 1981-ben , a Piranha 2: Repülő gyilkosok elkészítését. Valószínű, hogy a forgatókönyvet is ő írta H. A. Milton néven. A forgatás Jamaicában zajlott, meglehetősen mostoha körülmények között. A stábtagok nagy része alig vagy egyáltalán nem beszélt angolul, a költségvetés irreálisan alacsony volt, a makettek pedig annyira pocsékak, hogy Cameron inkább maga készített újakat. Ovidio G. Assonitis producer állítólag egyáltalán nem volt együttműködő partner. Cameron számára csupán az egyik főszereplővel, Lance Henriksennel kialakult barátsága jelentett pozitív élményt. Nem volt meglepő, hogy a film megbukott, maga a rendező sem várt mást.

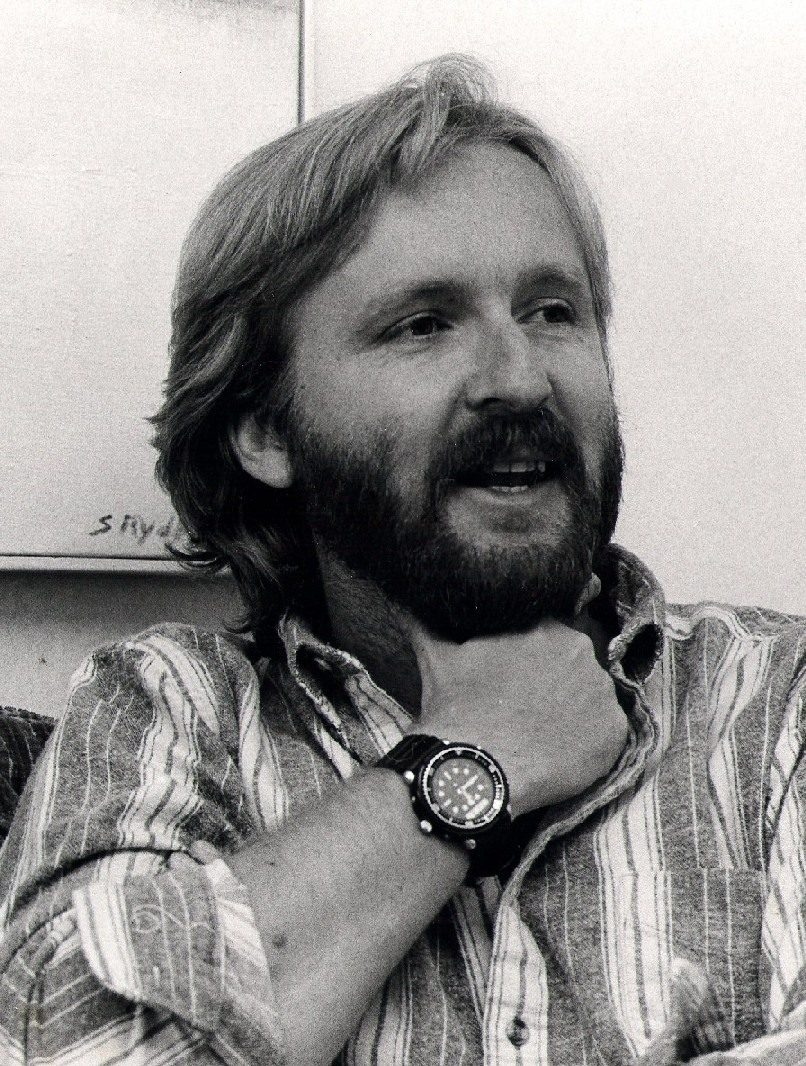
Cameron 1986 szeptemberében

Cameron ötször nősült. Első felesége Sharon Williams volt, állítólag róla mintázta az első Terminátor-film számára Sarah Connor alakját. Az 1978-ban kötött házasság épp a Terminátor forgatása idején, 1984-ben bomlott fel. James szívét a készülő film producere, Gale Ann Hurd hódította meg. 1985-ben volt az esküvőjük, 1989-ben váltak. Szerelmük A mélység titka elkészítésének időszakában hűlt ki, de szakításukat csak a forgatás végén jelentették be a nyilvánosságnak. A harmadik Mrs. Cameron Kathryn Bigelow rendezőnő lett, 1989 és 1991 között voltak házasok. Barátságban váltak el, és Cameron nemcsak átengedte felesége számára a Strange Days – A halál napja című, általa kitalált sztorit, hanem segített is az 1995-ös film elkészítésében. Bigelow utódja Cameron magánéletében Linda Hamilton lett, a Terminátor-filmek női sztárja. Évekig együtt éltek, mire 1997-ben megházasodtak. Két év múlva már el is váltak: Cameron a Titanic forgatásán ismerte meg Suzy Amis színésznőt, akit 2000-ben vett nőül. Hamiltontól 1, Amistől 3 gyermeke született.

## Fontosabb filmjei

### Terminátor
Római tartózkodása idején Cameron egyszer azt álmodta, hogy egy tűzből kiemelkedő gép meg akarja ölni őt. E rémálom jelentette újabb filmterve, a Terminátor kiindulópontját. Az Amerikai Egyesült Államokba való visszatérése után kezdett el a forgatókönyvön dolgozni. Mindenképpen szerette volna saját maga rendezni a filmet, ezért az írás végeztével megpróbálta a forgatókönyvet eladni valamelyik nagyobb filmcégnek. A megkeresett vállalatok érdeklődést mutattak ugyan a szkript iránt, de elzárkóztak attól, hogy olyasvalakire bízzák a rendezést, aki addig csupán egy alacsony költségvetésű, megbukott filmet készített. A Hemdale Filmnél azonban beleegyeztek abba, hogy ő legyen a rendező. A gyártásba beszállt egy újonnan alakult cég, a Pacific Western Productions is, melynek tulajdonosa, Gale Ann Hurd korábban szintén Roger Cormannél dolgozott. Hurd jelképes összegért, 1 dollárért vette meg a forgatókönyvet, és James hozzáláthatott a forgatáshoz.
Ahogy Hollywoodban lenni szokott, a címszerepre számos jelölt neve felmerült. Így például az akkoriban Amerikában filmező német Jürgen Prochnowé vagy a színészként sem ismeretlen sportolóé, O. J. Simpsoné: őt az illetékesek állítólag azzal utasították vissza, hogy túlságosan rokonszenves egy hidegvérű gyilkos eljátszásához. Mel Gibson nem vállalta a szerepet. Cameron szerette volna, ha barátja, Lance Henriksen játszaná a Terminátort, és az újdonsült sztár, Arnold Schwarzenegger a jó fiú Kyle Reese-t. Az osztrák izomember azonban sokkal érdekesebbnek találta a címszerepet, és a személyes találkozás után maga Cameron is úgy vélte, hogy talán tényleg jobb lenne vele játszatni a gyilkológépet, mint Henriksennel. A jó barátnak be kellett érnie Vukovich nyomozó kisebb szerepével. Kyle alakját végül a rokonszenves és tehetséges, bár akkoriban nem túlzottan ismert Michael Biehn keltette életre. Sarah Connor szerepére Linda Hamiltont szerződtették, de szóba került Jennifer Jason Leigh és Rosanna Arquette is. A forgatást 9 hónappal el kellett halasztani, mert Schwarzeneggernek kötelezettsége volt a második Conan-film (Conan, a pusztító, 1984) elkészítésére. Ezt a kényszerszünetet Cameron egy másik forgatókönyv, az Aliens megírására szánta. A mindössze 6,5 millió dollárból forgatott Terminátor busásan behozta a gyártási költségeit, annak ellenére, hogy Cameron mindjárt az elején összekülönbözött az Orion Pictures forgalmazó céggel, mert az ottani illetékesek nem jósoltak nagy sikert a filmnek, és nem igazán akarták népszerűsíteni. A Terminátor legendáját még az sem árnyékolta be, hogy Harlan Ellison sci-fi-író plágiummal vádolta meg Cameront. Azt állította, hogy a film története a The Outer Limits (1963) című tévésorozat általa írt két epizódjából származik, a SkyNet motívuma pedig az I Have No Mouth and I Must Scream című novellájából. Végül peren kívül megegyeztek, sőt a film újabb kiadásain azóta állítólag szerepel egy Ellisonnak szóló köszönetnyilvánítás is.

### Rambo 2
Az Aliens forgatókönyve Ridley Scott klasszikusnak számító sci-fi-horrorja, A nyolcadik utas: a Halál (1979) történetét folytatta. Mellette Cameronnak jutott még ideje arra is, hogy egy másik sikeres film, a Rambo (1982) folytatásának forgatókönyvén dolgozzon. A film sztárja, Sylvester Stallone azonban átdolgozta a szkriptet, bár Cameron nevét feltüntették forgatókönyvíróként a Rambo II. (1985) stáblistáján. George P. Cosmatos alkotása nagy mozisiker és nagy kritikai bukás volt. Az ítészek egymással versenyezve köszörülték nyelvüket a filmen és a Stallone által megformált főhősön, és a negatív dicsőségből kijutott Cameronnak is: mint társ-forgatókönyvíró, ő is megkapta az Arany Málnát. Egyébként ő maga azt állította, hogy csupán az akciórészek megírását végezte, a mű sokat vitatott politikai tartalma Stallone közreműködésének eredménye. A magyarázat teljesen hihető, hiszen Stallone másik akkori filmje, a Rocky IV. (1984) ugyanolyan politikailag kétes értékű, hidegháborús hangulatú produkció volt, mint a Rambo 2.

### A bolygó neve: Halál(Aliens)

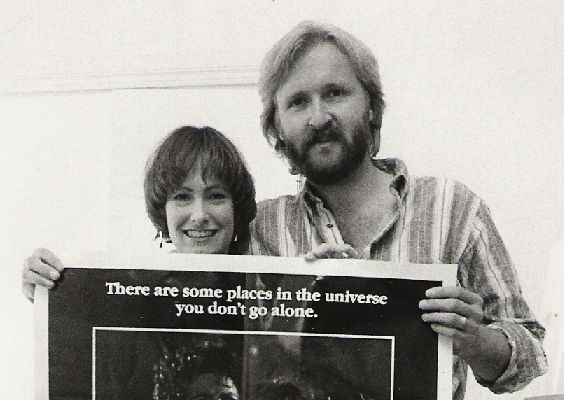
Gale Anne Hurd és Cameron az Aliens plakátjával (1986 szeptembere)

A nyolcadik utas: a Halál producereinek, David Gilernek és Walter Hillnek tetszett Cameron Aliens forgatókönyve, és a Terminátor is megnyerte a tetszésüket. A film sikere után pedig ők maguk ajánlották, hogy Cameron rendezze meg A bolygó neve: Halált (1986). A rendező vállalta a megbízást azzal a feltétellel, hogy Gale Ann Hurd is beszállhat a film gyártásába. A forgatásra a londoni Pinewood Studiosban került sor. A munka most sem volt könnyű, mert bár a költségvetés nagyvonalúbb volt, mint Cameron előző filmjei esetében, ám kevesebb annál, mint amennyire egy ilyen nagyszabású vállalkozáshoz valójában szükség volt. A stáb ott takarékoskodott, ahol tudott. Így például felhasználták az első rész megmaradt kellékeit, illetve különféle optikai trükkökkel éltek. A női főszereplő, Sigourney Weaver eleinte nem mutatott túl sok érdeklődést a folytatás iránt, ám miután elolvasta a forgatókönyvet, megváltozott a véleménye. A gyártó 20th Century Fox illetékesei azonban tartottak attól, hogy nem sikerül a gázsiban megállapodni, ezért utasították Cameront, hogy írjon egy alternatív szkriptet Ripley figurája nélkül. Cameron ezt megtagadta, mondván, hogy Ripley kihagyhatatlan személy. Hicks tizedes szerepét a rendező James Remarnak adta, de rövidesen „művészi nézeteltérések” miatt lecserélte őt Michael Biehnre, akivel a Terminátor forgatásán barátkozott össze. E filmből került át A bolygó neve: Halálba egy másik új barát, Bill Paxton is, és persze Lance Henriksennek is jutott feladat. A 18 millióból forgatott film az első körben 80 milliót jövedelmezett, és 7 kategóriában Oscar-jelölést kapott. (A legjobb hang- és vizuális effektekért járó Oscarokat meg is kapta.) Számos kritikus és rajongó szerint jobb lett, mint az első rész, márpedig folytatásokkal ilyesmi ritkán történik meg. James Cameron „A” kategóriás rendező lett, immáron nem kellett kilincselnie a filmterveivel, hanem a nagy stúdiók versenyeztek a kegyeiért. A film történetéhez azonban hozzátartozik, hogy a Fox nem engedte a mozikba Cameron változatát, mert túl hosszúnak találták. Sigourney Weaver azonban a rendező mellé állt, és kilátásba helyezte, hogy nem fog több Alien-filmet vállalni, ha nem mutatják be Cameron verzióját. Kompromisszumos megoldás született: a mozikban a vágott verziót játszották, később lézerlemezen azonban a bő negyedórával hosszabb rendezői változat jelent meg először.

### A mélység titka
Cameron következő filmje, A mélység titka (1989) ötlete az egyik unalmas középiskolai óráig nyúlik vissza, melyen az unatkozó James időtöltés gyanánt írt egy novellát The Abyss címmel. A történet főhősei olajfúró munkások, akik a víz alatt egy másik univerzumot fedeznek fel. A Fox 41 millió dollárt irányzott elő a forgatásra, de Cameron túllépte ezt a keretet, és a korszak legdrágább filmjét készítette el. A cselekmény nagy része a víz alatt játszódik. A korabeli filmes technika fejletlensége miatt a rendező úgy döntött, hogy valóban víz alatt veszi fel a szükséges jeleneteket. A forgatás helyszínéül egy befejezetlen atomerőművet választottak a dél-karolinai Gaffney-ban. A nagyobbik medencét 7,5 millió gallon vízzel töltötték fel, a kisebbet 2,5 millió gallonnal. A munka megkönnyítésére a stáb a helyszínen rendezkedett be, ott éltek a forgatás ideje alatt. Cameron a hitelesség érdekében a jelenetek többségét valóban a színészekkel, és nem kaszkadőrökkel vette fel. A férfi főszereplő, Ed Harris kis híján vízbe fulladt az egyik epizód felvétele közben, de a női főszereplőnek, Mary Elizabeth Mastrantoniónak ugyancsak számos olyan jelenetet kellett megcsinálnia, melyeket más esetekben kaszkadőrökkel oldottak volna meg. A forgatás állítólag feszült légkörben zajlott, Cameront a stáb nemcsak maximalistának, hanem egyenesen diktatórikusnak találta. A korábbi barátok közül csupán Michael Biehn kapott szerepet a filmben, Lance Henriksen egy konfliktus miatt végül nem került a stábba. (Azóta se dolgozott Cameronnal.) Természetesen azért a látványos trükkök sem maradtak el: a földönkívüli lényt akkor még újnak számító digitális technikával alkották meg, melyet Cameron a következő játékfilmjében fejlesztett tovább. A mélység titka sikeres volt ugyan a mozikban, a kritikusok viszont hűvösen fogadták. Néhány évvel később Cameron piacra dobott egy közel félórával hosszabb rendezői változatot is, mely a történetet egészen más megvilágításba helyezte, mint a moziverzió.

### Terminátor 2 – Az ítélet napja
A Terminátor folytatásának ötlete mindjárt az első rész nagy sikere után felvetődött. Mind Cameron, mind Schwarzenegger hajlandó lett volna a második részen dolgozni, de számos probléma merült fel. Így például az, hogy ki is rendelkezik tulajdonképpen a folytatás jogával. A technikai trükkök is kényes kérdést jelentettek, és a Cameron igényeinek megfelelő szakmai háttér akkor még nem állt rendelkezésre. A trükkök kérdését A mélység titka oldotta meg: a rendező úgy ítélte meg, hogy a digitális technika alkalmas elképzeléseinek tökéletes megjelenítésére. A folytatás jogait a Carolco Pictures, Mario Kassar és Andy Vajna cége szerezte meg, akik zöld utat adtak a Terminátor 2. – Az ítélet napja (1991) elkészítésének. Mindkét főszereplő visszatért a filmben, ám az Arnold Schwarzenegger által játszott félelmetes gyilkológép ezúttal a hősnő fiának védelmére érkezik a jelenbe. Jelentős változáson esett át Sarah Connor figurája is: a védtelen, a dolgokat nem igazán értő fiatal lányból harcias amazon vált, aki mindent megtesz annak érdekében, hogy megvédelmezze fiát, és mellesleg megmentse az emberiséget az atomháborútól. (Sarah figurájának megváltoztatásában jelentős szerepe volt annak, hogy A bolygó neve: Halál harcias hősnőjét, Ripley-t a közönség nagy tetszéssel fogadta: e két filmnek köszönhető, hogy az akciófilmekben a nők egyre aktívabb – és férfiasabb – szerepet kaptak.) A folytatásban a veszedelmet a folyékony fémből készült T-1000-es robot jelenti. Cameron a szerepre egy olyan színészt akart, aki Schwarzenegger tökéletes ellentéte. A két robot közötti különbségről ezt mondta: „Olyasvalakit akartam, aki rendkívül gyors és mozgékony. Ha a T-800-as egy Panzer tank volt, akkor a T-1000-es egy Porsche.” A szerepet az addig alig ismert Robert Patrick kapta. A negyedik főszerepre szintén ismeretlent választottak, az akkor 13 éves Edward Furlongot, akire a szereposztásért felelős Mali Finn figyelt fel egy Los Angeles-i fiúklubban. A forgatás még meg sem kezdődött, de a forgalmazó TriStar Pictures már kitűzte a bemutató időpontját. Feszített tempóban kellett tehát dolgozni, de ez nem mehetett a minőség rovására. A 100 millió dolláros költségvetést ugyan túllépték, de a határidőt sikerült betartani. A siker óriási volt. A T2 a gyártási költség dupláját hozta be az Egyesült Államokban, és további 300 millió dollárt kaszált a világ egyéb részein. A szakmai siker sem maradt el: a filmet 6 kategóriában jelölték Oscar-díjra, és ebből 4-et meg is nyert (legjobb hangeffektusok, legjobb vizuális effektusok, legjobb smink, legjobb hang).

### Két tűz között
A Két tűz között (1994) megszületése Arnold Schwarzeneggernek köszönhető. „Az osztrák tölgy” elmesélte a barátjának, hogy látott egy francia vígjátékot, ami egy olyan férfiról szól, aki képes megmenteni a világot mint titkos ügynök, de nehezen boldogul odahaza mint férj és apa. (A komédia az ismert francia rendező, Claude Zidi Magyarországon is bemutatott Titkolt titkos ügynök című filmje volt.) Cameronnak megtetszett a történet, és elhatározta, hogy remake-et készít belőle Arnold főszereplésével. A 110 millió dolláros költségvetés természetesen lehetővé tette, hogy az eredetinél jóval látványosabb és mozgalmasabb film születhessen. Noha a rendező tökéletesen elégedett volt korábbi filmjei esetében az Industrial Light and Magic munkájával, két barátjával, Stan Winstonnal és Scott Ross-szal megalapította saját, vizuális effektusokat készítő cégét, a Digital Domaint. Az új vállalkozás első munkája természetesen a Két tűz között volt. Schwarzenegger feleségét Jamie Lee Curtis alakította, lányuk szerepét pedig az akkor 13 éves Eliza Dushku kapta. A szépséges és veszedelmes Juno Skinner szerepére Tia Carrerét szerződtették. Eredetileg csak 7 hétre szólt a szerződése, amit a forgatás elhúzódása miatt 7 hónapra hosszabbítottak meg. Bill Paxton ugyancsak szerepelt a filmben, melyhez sikerült megnyerni az 1960-as–1970-es évek népszerű sztárját, Charlton Hestont is. A világsiker ezúttal sem maradt el: csak külföldön a gyártási költség bő kétszerese volt a bevétel. Persze nem mindenki tapsolt a filmnek: az Egyesült Államokban élő muszlimok közül sokan például a betiltását követelték, mert a produkció terroristáknak ábrázolja őket.

### Titanic
A Titanic 1912. április 14-éről 15-ére virradó éjjel bekövetkezett katasztrófája többször megihlette a filmeseket. A tragédia Cameron fantáziáját is megmozgatta. Úgy döntött, hogy egy fiatal szerelmespár történetén keresztül rekonstruálja a Titanic katasztrófáját. A fiatalok különböző társadalmi osztályokat képviseltek. (A valódi hajón – akárcsak a filmben – élesen elkülönültek a társadalmi osztályok: az első osztály privilegizált helyzete a túlélők arányaiban is megmutatkozott.) A forgatás megkezdése előtt Cameron mini tengeralattjáróval lemerült az igazi Titanic roncsaihoz az Atlanti-óceán mélyére, és az ott készült felvételeket felhasználta a filmben. A 200 millió dolláros költségvetésű alkotás szerelmespárját Leonardo DiCaprio és Kate Winslet játszották. Fontos szerepet kapott még az Oscar-díjas Kathy Bates, a veterán Gloria Stuart, a tehetséges karakterszínész Billy Zane és a jó barát, Bill Paxton is. Természetesen ez a szereposztás is számos kompromisszum árán jött létre: a Winslet által játszott Rose szerepére esélyes volt például Gwyneth Paltrow, a DiCaprio által megformált Jack szerepére pedig Matthew McConaughey, Christian Bale, sőt még Macaulay Culkin is. Billy Zane helyett felmerült Michael Biehn, Jack Davenport és Rob Lowe neve, az idős Rose szerepét pedig Gloria Stuart helyett először Fay Wray-nek (az 1933-as King Kong női főszereplője) ajánlották fel. Cameron precizitására jellemző, hogy tökéletesen rekonstruálni akarta a gigászi hajót, ezért a makett javarészének díszítésére (csillárok, szőnyegek stb.) ugyanazokat a cégeket kérte fel, melyek egykoron az eredeti Titanic berendezéseit szállították. A cselekményt szintén úgy hirdették, hogy Rose és Jack históriáját leszámítva minden megfelel benne a valóságnak. Ez azonban nem volt igaz: a moziváltozatból például kimaradtak a közelben veszteglő Californian hajóra vonatkozó, a katasztrófa szempontjából fontos motívumok, valamint torzult Murdoch első tiszt karaktere. Semmi konkrét bizonyíték nem volt ugyanis arra, hogy az igazi Murdoch bárkit is agyonlőtt volna, majd öngyilkosságot követett volna el, mint ahogy a filmben látható. A forgatás – ugyancsak Cameronra jellemző módon – elhúzódott, és többletkiadásokkal járt. Nagyon oda kellett figyelni mindenre, hiszen voltak olyan jelenetek a süllyedés képsoraiban, melyeket csak egyszer lehetett felvenni. A kaotikusnak tűnő forgatásról időnként gunyoros hangú tudósítások jelentek meg a sajtóban, sőt voltak, akik arra tippeltek, hogy a film ugyanúgy „elsüllyed” a mozipénztáraknál, mint az igazi Titanic az óceán közepén. Ez a jóslat nem vált be: a Titanic nemcsak minden idők egyik legköltségesebb, hanem egyben egyik legnagyobb bevételt hozó alkotása is lett. Az Oscar-díjak 1998-as kiosztásán 11 díjat kapott (14 jelölésből), és ezzel 38 év után megismétlődött a Ben-Hur által felállított rekord. Cameron maga három Oscart kapott – egyiket a rendezésért –, ezért a díjak átvételekor jogosan idézhette saját filmje egyik mondatát: „A világ királya vagyok.” Szavai azóta filmes szállóigévé váltak. A Titanicot természetesen akkor is, azóta is számos bírálat érte, ellenzői giccsnek, szirupnak, nyáltengernek stb. minősítették, ám a mű ettől függetlenül az 1990-es évek egyik klasszikusának számít.

### Avatar
James Cameron az Avatart már a Titanic előtt kigondolta, a film leforgatása után kezdett bele a forgatókönyv írásába, de az akkori technikát nem gondolta elég fejlettnek ehhez a filmhez, így a megvalósítást csak több év múlva kezdte el. Végül 2002-ben A Gyűrűk ura második részének bemutatása után Gollam figuráját látva érezte úgy, hogy most már eljutott odáig a számítógépes grafika, hogy belekezdhet ebbe a filmbe.
A filmet 2009 decemberében kezdték el vetíteni. Az Avatar pár hónappal a bemutatása után már „a legtöbb bevételt hozó film” lett, Cameron ezzel megelőzte korábbi rekordját, melyet a Titanic-kal állított fel. Az Avatar emellett azonnal kultuszt teremtett, s bár történetét sokan nem tartották eredetinek, hatására az elkövetkezendő években szinte minden sikervárományos, tömegeknek szóló filmet 3D-ben is elkészítenek.

### Meghiúsult és megvalósult filmtervek
Cameron foglalkozott a Terminátor harmadik részével is, többször is bejelentette, hogy dolgozik a forgatókönyvön, de ez végül nem valósult meg, majd Mario Kassar és Andy Vajna megvásárolták a Terminátor-jogokat az azt birtokló Carolco Pictures csődeljárása során, így a később elkészült harmadik részhez Cameronnak már semmi köze sem volt (ahogy a további Terminátor-produkcióhoz sem, dacára, hogy az ő ötletén alapult az egész Terminátor-történet). Bár Schwarzenegger szerette volna rábeszélni, hogy a harmadik filmet ő rendezze, ezt a mellőzöttségre és arra hivatkozva, hogy mindent elmondott a második mozifilm végére elutasította.
A Titanicot követő egy évtizedben Cameron nem rendezett újabb mozifilmet. Rosszmájúak szerint utolsó filmje hatalmas bevételeinek számolgatása kötötte le az idejét. Valójában több filmterve is volt, melyek meghiúsultak vagy mások valósították meg őket. Utóbbiak közül három remake-ről érdemes megemlékezni. Cameron kitartóan tervezgette például a Pókember megfilmesítését, az 1990-es évek közepén még Michael Biehnnel a főszerepben. 2002-ben végül Sam Raimi ült a rendezői székbe. Szó volt arról, hogy Cameron készíti el a klasszikus sci-fi, A majmok bolygója új filmváltozatát, Taylor szerepében Arnold Schwarzenegerrel. A megbízást egy másik szkripttervezet alapján azonban Tim Burton kapta, a szerepet pedig Mark Wahlberg. Andrej Tarkovszkij filozofikus sci-fije, a Stanisław Lem-regényből készült Solaris remake-jének elkészítésére ugyancsak felmerült Cameron neve, aki a rendezést Steven Soderberghnek engedte át, bár producerként részt vett a film megszületésében. Több szerencsével járt a televízióban: a Sötét angyal című új tévésorozat számára forgatókönyvíróként kitalált egy új szuperhősnőt, Max Gueverát (Jessica Alba játszotta), sőt a befejező epizód rendezését is elvállalta. Max figurájának megalkotásához felhasználta korábbi sikerfilmjei két híres nőalakja, Ellen Ripley (A bolygó neve: Halál) és Sarah Connor (T2) személyiségét is, kombinálva azt a Britney Spears által divatba hozott nőtípus jellegzetességeivel. Az első évad sikeres volt, a második nézettsége viszont visszaesett, ezért a szériát leállították.
Az új évezred első felében víz alatt forgatott dokumentumfilmeket csinált a Bismarck nevű német csatahajóról, illetve egy IMAX térhatású filmet Ghost of the Abyss címmel. A térhatású technika iránt Cameron kiemelt érdeklődést mutat. Nevét időről időre számos készülő filmmel hozzák összefüggésbe.
Megvalósult tervei közé tartozik az Avatar, aminek korábbi munkacíme Project 800 volt.
Szó van a trilógiának szánt Battle Angel Alita elkészítéséről, számos tervről, melyben csak producerként venne részt, illetve Marilyn Manson számára egy térhatású videóklipről, melynek elkészítését már 2008 elejére ígérték.

## Filmjei
- 1978 Xenogenesis (rövidfilm)
- 1981 Piranha 2: Repülő gyilkosok (Piranha Part Two: The Spawning)
- 1984 Terminátor / A Halálosztó (The Terminator)
- 1986 A bolygó neve: Halál (Aliens)
- 1989 A mélység titka (The Abyss)
- 1991 Terminátor 2. – Az ítélet napja (Terminator 2: Judgment Day)
- 1994 True Lies – Két tűz között (True Lies)
- 1996 T2 3-D: Battle Across Time (térhatású rövidfilm)
- 1997 Titanic (Titanic)
- 2001 Earthship.TV (tévéfilm)
- 2002 Sötét angyal (Dark Angel) (tévésorozat, a Freak Nation című epizód)
- 2002 Expedition: Bismarck (dokumentumfilm)
- 2003 Ghosts of the Abyss (dokumentumfilm)
- 2005 A mélység szülöttei (Aliens of the Deep) (dokumentumfilm)
- 2009 Avatar
- 2019 Alita: A harc angyala (Alita: Battle Angel) (cyberpunk-akciófilm)
- 2022 Avatar: A víz útja (Avatar: The Way of Water)
- 2025 Avatar: Tűz és hamu (Avatar: Fire and Ash)

## Fontosabb díjak és jelölések

### Oscar-díj
- 2023 jelölés Avatar: A víz útja (legjobb film, megosztva Jon Landauval)
- 2010 jelölés Avatar (legjobb film, megosztva Jon Landauval)
- 2010 jelölés Avatar (legjobb rendező)
- 2010 jelölés Avatar (legjobb vágás, megosztva Stephen E. Rivkin-nel és John Refoua-val)
- 1998 díj Titanic (legjobb rendező)
- 1998 díj Titanic (legjobb film, megosztva Jon Landauval)
- 1998 díj Titanic (legjobb vágás, megosztva Conrad Buff-fal és Richard A. Harrisszel)

### Golden Globe-díj
- 2023 jelölés Avatar: A víz útja (legjobb rendező)
- 2010 díj Avatar de (legjobb rendező)
- 1998 díj Titanic (legjobb rendező)
- 1998 jelölés Titanic (legjobb forgatókönyv)

### BAFTA-díj
- 2010 jelölés Avatar (legjobb film, megosztva Jon Landauval)
- 2010 jelölés Avatar (legjobb rendező)
- 2010 jelölés Avatar (legjobb vágás, megosztva Stephen E. Rivkin-nel és John Refoua-val)
- 1998 jelölés Titanic (David Lean-díj a legjobb rendezőnek)
- 1998 jelölés Titanic (legjobb film, megosztva Jon Landauval)
- 1998 jelölés Titanic (legjobb vágás, megosztva Conrad Buff-fal és Richard A. Harrisszel)

### Primetime Emmy-díj
- 2023 jelölés Az elefántok titkai (legjobb dokumentum sorozat, megosztva Maria Wilhelm, Pamela Caragol, Lucinda Axelsson, Caroline Hawkins, Jonathan Frisby, Paula Kahumbu és Kimberly Butts-szal)
- 2021 díj Secrets of the Whales (legjobb dokumentum sorozat, megosztva Maria Wilhelm, Shannon Malone-Debenedictis, Pamela Caragol, Kevin Krug, Samuel LeGrys és Brian Skerry-vel)
- 2014 díj Pusztuló jelen, vészes jövő (legjobb dokumentum sorozat, megosztva Joel Bach, David Gelber, Daniel Abbasi, Jerry Weintraub, Arnold Schwarzenegger, Solly Granatstein , Jennifer Latham, Adam Bolt és Jacob Kornbluth-tal)
- 2003 jelölés Expedition: Bismarck (legjobb dokumentum sorozat rendező, megosztva Gary Johnstone-nal)

### César-díj
- 2010 jelölés Avatar (legjobb külföldi film)
- 1999 jelölés Titanic (legjobb külföldi film)

### Arany Málna díj
- 1986 díj Rambo II. (legrosszabb forgatókönyv, megosztva Sylvester Stallonéval és Kevin Jarre-ral)

### Avoriazi filmfesztivál
- 1985 díj Terminátor (legjobb film)

### Fantasportói filmfesztivál
- 1983 jelölés Piranha 2: Repülő gyilkosok (legjobb film)

### Amanda-díj (Norvégia)
- 1998 díj Titanic (legjobb külföldi film)

### Chicagói filmkritikusok díja
- 1998 jelölés Titanic (legjobb rendező)

### Eddie-díj
- 1998 díj Titanic (legjobb vágás, megosztva Conrad Buff-fal és Richard A. Harrisszel)

### Hochi-díj
- 1998 díj Titanic (legjobb külföldi film)

### Kék Szalag-díj
- 1998 díj Titanic (legjobb külföldi film)

### Kinema Junpo-díj
- 1987 jelölés A bolygó neve: Halál (legjobb külföldi film)

### Szaturnusz-díj
- 1985 díj Terminátor (legjobb forgatókönyv, megosztva Gale Ann Hurddel)
- 1985 jelölés Terminátor (legjobb rendező)
- 1987 díj A bolygó neve: Halál (legjobb rendező)
- 1987 díj A bolygó neve: Halál (legjobb forgatókönyv)
- 1991 díj A mélység titka (legjobb rendező)
- 1991 jelölés A mélység titka (legjobb forgatókönyv)
- 1992 díj Terminátor 2. – Az ítélet napja (legjobb rendező)
- 1992 jelölés Terminátor 2. – Az ítélet napja (legjobb forgatókönyv, megosztva William Wisher Jr.-ral)
- 1995 díj True Lies – Két tűz között (legjobb rendező)
- 1996 jelölés Strange Days – A halál napja (legjobb forgatókönyv, megosztva Jay Cocksszal)
- 2010 díj Avatar (legjobb rendező)
- 2010 díj Avatar (legjobb forgatókönyv)
- 2024 díj Avatar: A víz útja (legjobb rendező)
- 2024 díj Avatar: A víz útja (legjobb forgatókönyv, megosztva Rick Jaffa és Amanda Silverrel)
- 2024 jelölés Avatar: A víz útja (legjobb vágás, megosztva Stephen E. Rivkin, David Brenner és John Refou-val)

## Magyarul
- Randall Frakes–Bill Wisher: A Terminátor 1; James Cameron, Gale Anne Hurd forgatókönyve alapján; Lap-ics, Debrecen, 1992
- Két tűz között. Dewey Gram és Duane Dell'amico regénye James Cameron forgatókönyve alapján; ford. Tóth Tamás; InterCom, Budapest, 1994